# Oskar Rönningberg
Oskar Rönningberg, född 2 april 1986 i Lund, är en svensk f.d. fotbollsspelare (försvarare) i Helsingborgs IF. Hans moderklubb är Torns IF, men han kom till HIF som juniorspelare (2001). Rönningberg gjorde sin allsvenska debut den 2 maj 2006. Han avslutade sin karriär efter en knäskada 2008.

## Meriter
- Svensk cupvinnare med Helsingborgs IF 2006